# August Jaeger
Pour les articles homonymes, voir De Jager ou De Jaeger et Jaeger.
August Jaeger (18 mars 1860 - 18 mai 1909) est un éditeur de musique qui a développé une amitié proche avec le compositeur anglais Edward Elgar.
Né à Düsseldorf en Allemagne, Jaeger rencontre Elgar dans le cadre de son travail comme éditeur de musique chez Novello à Londres. Ses conseils et son amitié deviennent inestimables pour Elgar, poussant le compositeur à réécrire certains passages musicaux dont le final des variations Enigma et l'apogée de The Dream of Gerontius.  Jaeger a été immortalisé dans la neuvième variation « Nimrod » des variations Enigma (Nimrod est un chasseur biblique, un jeu de mots avec le mot allemand pour chasseur, Jäger).
Jaeger défend le travail du jeune compositeur noir Samuel Coleridge-Taylor et il affirme à Elgar que Coleridge-Taylor est « un génie. »
Jaeger est marié avec Isabel Donkersley, une élève d'Henry Holmes au Royal College of Music.